# Альбулинський тунель
46°34′30″ пн. ш. 9°48′32″ сх. д. / 46.575° пн. ш. 9.808889° сх. д.
Альбулинський тунель (нім. Albulatunnel) — залізничний одноколійний тунель центральна частина Альбулабану, що є складовою Ретійської залізниці, розташовано в кантоні Граубюнден, Швейцарія. З найвищою точкою 1820 м над рівнем моря, після тунелю Фурка, другий за висотою розташування тунель в Швейцарії. Завдовжки 5865 м.
Біля північного порталу тунелю знаходиться станція Преда, муніципалітет Бергюн, біля південного — Шпинас, муніципалітет Бефер. Тунель поєднує долини Альбула та Енгадін, і, тим самим, проходить під вододілом між Рейном і Дунаєм в декількох кілометрах на захід від перевалу Альбула.
Тунелем здійснюється трафік пасажирських і вантажних перевезень. Льодовиковий експрес прямує тунелем щодня. До 2011 року взимку здійснювалися трейлер-перевезення, що курсували між Тузіс і Замедан.

## Історія
Будівельники тунелю зазнали певних труднощів — холодна вода руйнувала тріщинувату породу, що складалась зі сланцю та мергелю, також приходилось постійно відкачувати воду — 0,3 м³/секунду. В результаті, будівництво практично зупинилося, що призвело до банкрутства генпідрядника Ronchi & Carlotti.
З 1 квітня 1901 року Ретійська залізниця взяла оруду над будівництвом. З використанням преміальної системи, змогли наздогнати частину втраченого часу. О 03:00 годині 29 травня 1902 року відбулася збиття двох тунелів, в точці 3,030.5 м від північного порталу, і 2835 м від південного порталу.
Кошторис будівництва склав 7,828,000 швейцарських франків. В цілому 1316 осіб були задіяні на будівництві. Під час будівництва загинуло 16 осіб, на станції Преда є кам'яний пам'ятник на згадку про жертви.
У червні 2009 року Ретійська залізниця оголосила, про планування фундаментальної модернізації або реконструкції тунелю Вирішено було побудувати новий тунель, оскільки є можливість використовувати старий тунель при будівництві нового тунелю, уникаючи тривалого закриття лінії, а також використовувати старий тунель для будівництва нового тунелю. Планований початок робіт — 2014 рік. Кошторис робіт склав CHF 260 млн.

## Ресурси Інтернету
- RHB: Neubau Albulatunnel [Архівовано 4 березня 2016 у Wayback Machine.] — Informationen zum Projekt, Webcam und Geschichte des Tunnels